# Carlos Insaurralde
Carlos Insaurralde Vera, detto Toto (Asunción, 23 luglio 1937 – Encarnación, 29 luglio 2020), è stato un cestista paraguaiano.

## Carriera
Con il Paraguay ha disputato i Campionati sudamericani del 1958.